# Courant du futur
Tayyār al-Mustaqbal, en français: le Courant du Futur (en arabe : تيار المستقبل), est un mouvement politique libanais fondé par l'ancien Premier ministre Rafiq Hariri en 1992. Il est dirigé depuis l'assassinat de ce dernier par son fils, Saad Hariri. Il est de facto, la vitrine politique de la communauté sunnite.
Le Courant du Futur est la principale composante de l'Alliance du 14-Mars et disposait à l'issue des élections parlementaires de 2005 du plus grand bloc parlementaire (36 députés sur les 128 qui composent le parlement libanais). Les premiers ministres Fouad Siniora et Saad Hariri, et de nombreux autres ministres étaient membres du Courant de l’Avenir. Il possède aussi une chaîne de télévision dénommée Futur TV.
Deux tendances coexistent au sein du mouvement, les partisans de Saad Hariri, majoritaires, qualifiés de « souverainistes », et les partisans de sa tante Bahia Hariri plus consensuels à l'égard de la Syrie.
Des combats opposent ses miliciens aux combattants du Hezbollah et du Amal dans certains quartiers de Beyrouth en 2008.
À l'issue des élections législatives de mai 2018, le Courant de l’avenir dispose de 20 députés.
Il est membre fondateur du Réseau libéral Al Hurriya.

## Départ du chef-fondateur
En janvier 2022, le chef Saad Hariri annonça son départ de la vie politique. Du même coup, il ajouta que son parti n'allait pas proposer de candidats aux élections prévues quelques mois plus tard en mai 2022.